# Пятна Минакова
Пятна Минакова в судебной медицине — полосовидные кровоизлияния под эндокардом левого желудочка сердца, которые образуются у человека при острой кровопотере. Открыты русским судебным медиком Петром Минаковым, который обратил внимание, что они встречаются только в левом желудочке и никогда не возникают в предсердиях или в правом желудочке. Считаются достоверным признаком острой травматической смерти, как правило — быстрой, которая может быть следствием, например, повреждения крупных кровеносных сосудов.